# Motisar
Motisar (en népalais : मोतिसर) est un comité de développement villageois du Népal situé dans le district de Bara. Au recensement de 2011, il comptait 5 199 habitants.